# Lippich István
Koronghi Lippich István (Szolnok, 1881. július 9. – Szajol, 1946. március 28.) földbirtokos, jogász, politikus, Jász-Nagykun-Szolnok vármegye főispánja.

## Élete
Szolnoki középiskolai tanulmányai befejeztével (1899) elvégezte a Budapesti Kereskedelmi Akadémiát, majd a Pázmány Péter Tudományegyetem jogi fakultását is. Pest-Pilis-Solt-Kiskun vármegye szolgálatában kezdte meg pályafutását gyakornokként 1904-ben. 1905-ben már Jász-Nagykun-Szolnok vármegye közigazgatási gyakornoka, majd 1906 júniusától aljegyző. 1912-től másodfőjegyző, majd a következő évtől már tiszteletbeli főjegyzőként működött. 1914-ben az I. honvéd huszárezredbe vonult be, majd 1916 júniusáig az orosz és erdélyi frontokon harcolt. 1919 őszén választották meg a vármegye másodfőjegyzőjévé, később kormánybiztos-főispánjává is. A Tanácsköztársaság alatt letartóztatták. 1920. június 21-én menesztették hivatalából, de már októberben vissza is került főispáni székébe. Ekkor Lippichnek nem volt könnyű dolga, hiszen a vármegye a pusztulás képeit mutatta, mindenütt romok hevertek. Elsősorban a személy és vagyonbiztonságot igyekezett helyreállítani. Szerencsére Horthy Miklós kormányzóvá választása megkönnyítette munkáját, hiszen Horthy is Lippich vármegyéjéből származott.
A Szolnoki Művész Egyesület igazgatójaként is működött, és édesanyja révén Szajolon komolyabb birtokkal rendelkezve a Mezőgazdasági Takarékpénztár és a Vármegyei Tejszövetkezet alelnöke is volt. 1946-ban hunyt el, Szajolon helyezték örök nyugalomra.
| Elődje: Darvas Ferenc | Jász-Nagykun-Szolnok vármegye főispánja 1919. szeptember 20. – 1920. május 20. | Utódja: Egán Imre |

| Elődje: Egán Imre | Jász-Nagykun-Szolnok vármegye főispánja 1920. október 5. – 1922. február 17. | Utódja: Almásy Sándor |